# フォールズ郡 (テキサス州)
フォールズ郡（フォールズぐん、英: Falls County）は、アメリカ合衆国テキサス州の中央部に位置する郡である。2010年国勢調査での人口は17,866人であり、2000年の18,576人から3.8%減少した。郡庁所在地はマーリン市（人口5,967人）であり、同郡で人口最大の都市でもある。フォールズ郡は1850年に設立された。郡名はブラゾス川にある滝に因んで名付けられており、その滝はマーリン市からは数マイル、農場市場直結道路712号線沿いにある「フォールズ・オン・ザ・ブラゾス公園」で見ることができる。郡経済は農業とその周辺に大きく依存している。トウモロコシの生産高では州内第6位の郡である。

## 歴史

### インディアン
ブラゾス川は、ウェーコ族、タワコニ族、アナダーコ族などインディアンの狩猟場だった。コマンチ族は好戦的な性格であり、他部族を地域から追い出した。ウィチタ族のタワコニ支族は州北部の出だったが、南の東テキサスに移住してきた。1843年からは、テキサス共和国やアメリカ合衆国と結んだ条約の相手がタワコニ支族だった。
1830年代初期にはチェロキー族が移住してきた。サミュエル・ヒューストンがチェロキー族ウールーテカ酋長の息子ジョン・ジョリーを養子にし、1836年2月にはチェロキー族ボウル酋長とテキサス共和国の間の条約を交渉した。
1839年1月、ホセ・マリア酋長の指導するアナダーコ族によって、ジョージ・モーガンとジョン・マーリンの家屋で2回の虐殺が起きた。開拓者が報復のための攻撃を行ったが、効果無く撤退を強いられた。
1846年、幾つかの部族がアメリカ合衆国政府と条約を結んだ。

### 開拓者
スターリング・C・ロバートソンとロバート・レフトウィッチがコアウイラ・イ・テハス州議会から、開拓者800家族分の土地特許を受けた。入植できる家族数を規定することで、メキシコ政府は地域の支配を継続することを目指していた。ロバートソンはそのナッシュビル・コロニー（後のロバートソン・コロニー）にアメリカ人開拓者を連れてくるようになった。その多くはアラバマ州、テネシー州、ミシシッピ州から来ていた。ロバートソンはコロニーの首都をサラビル・デ・ビースカと名付けた。1834年にビースカ砦が建設され、1835年にはミラム砦と改名された。1836年のランナウェイ・スクレイプの時に開拓地は放棄されたが、サンジャシントの戦い後に再度開拓者が入った。

### 郡の成立と成長
1850年、テキサス州議会がライムストーン郡とミラム郡の一部を合わせてフォールズ郡を設立した。郡名はブラゾス川にある滝に因んで名付けられた。マーリンが郡庁所在地になった。
1860年国勢調査では、郡内に1,716人の奴隷がいた。フォール郡の住民投票で合衆国からの脱退に賛成した。レコンストラクション時代、フォールズ郡は南軍が占領した地域から遠く離れていたこともあって、他地域よりもうまく過ごせた。
1890年代に熱い鉱泉水の癒し効果で知られるようになった。コンラッド・ヒルトンがフォールズ・ホテルを建設し、温泉から鉱泉浴槽までトンネルを掘って事業にした。
1870年頃、ヒューストン・アンド・テキサス・セントラル鉄道が郡内を通る最初の鉄道になった。サンアントニオ・アンド・アランサスパス鉄道のウェーコ支線（運行期間：1886年-1925年）には多くの駅ができた。1902年、ミズーリ・パシフィック鉄道が郡内を通った。
1850年代に初代郡庁舎として機能した丸太造りの建物が、二代目のヌマヒノキ材の建物に置き換えられた。この二代目は1870年に火事で焼けた。三代目は1876年に建設されたが、1886年の嵐で損傷を受けた。四代目は1888年に建設されたが、急速に劣化が始まった。五代目は建築家アーサー・E・トーマスによって、コンクリート、煉瓦、石を使って建てられ、1939年に完工した。これが現在も使われている。

## 地理
アメリカ合衆国国勢調査局に拠れば、郡域全面積は774平方マイル (2,004.7 km2)であり、このうち陸地769平方マイル (1,991.7 km2)、水域は5平方マイル (12.9 km2)で水域率は0.61%である。

### 主要高規格道路
- アメリカ国道77号線
- テキサス州道6号線
- テキサス州道7号線
- テキサス州道14号線
- テキサス州道53号線
- テキサス州道320号線

### 隣接する郡
- ライムストーン郡 - 北東
- ロバートソン郡 - 南東
- ミラム郡 - 南
- ベル郡 - 南西
- マクレナン郡 - 北西

## 人口動態
以下は2000年の国勢調査による人口統計データである。
| 基礎データ - 人口: 18,576人 - 世帯数: 6,496 世帯 - 家族数: 4,410 家族 - 人口密度: 9人/km2（24人/mi2） - 住居数: 7,658軒 - 住居密度: 4軒/km2（10軒/mi2） 人種別人口構成 - 白人: 61.50% - アフリカン・アメリカン: 27.45% - ネイティブ・アメリカン: 0.50% - アジア人: 0.11% - 太平洋諸島系: 0.04% - その他の人種: 8.81% - 混血: 1.59% - ヒスパニック・ラテン系: 15.83% 年齢別人口構成 - 18歳未満: 27.6% - 18-24歳: 7.8% - 25-44歳: 27.0% - 45-64歳: 20.8% - 65歳以上: 16.9% - 年齢の中央値: 36歳 - 性比（女性100人あたり男性の人口） - 総人口: 85.8 - 18歳以上: 74.4 | 世帯と家族（対世帯数） - 18歳未満の子供がいる: 30.6% - 結婚・同居している夫婦: 48.2% - 未婚・離婚・死別女性が世帯主: 15.6% - 非家族世帯: 32.1% - 単身世帯: 29.4% - 65歳以上の老人1人暮らし: 15.4% - 平均構成人数 - 世帯: 2.54人 - 家族: 3.15人 収入と家計 - 収入の中央値 - 世帯: 26,589米ドル - 家族: 32,666米ドル - 性別 - 男性: 27,042米ドル - 女性: 20,128米ドル - 人口1人あたり収入: 14,311米ドル - 貧困線以下 - 対人口: 22.6% - 対家族数: 18.8% - 18歳未満: 28.7% - 65歳以上: 18.4% |

## 州政府等の施設
テキサス州刑事司法省がマーリン市で男性用中継施設であるマーリン刑務所を運営している。この施設は1992年6月に開設され、1995年5月にテキサス州青年委員会に移管された。テキサス州青年委員会に属しているときに、マーリン順応評価施設と呼ばれ、1995年の開所から2007年にテキサス州青年委員会の手を離れるまで、委員会に委ねられた両性の子供達の、適応のための場所として機能していた。2007年9月、施設はテキサス州刑事司法省の管轄に戻された。テキサス州刑事司法省は、郡内マーリン市の南西の未編入領域に位置する女性用刑務所、ウィリアム・P・ホビー刑務所も運営している。

## 都市と町
- ブルースビル・エディ、大半はマクレナン郡内
- ゴリンダ、一部はマクレナン郡内
- ロット
- マーリン - 郡庁所在地
- ローズバッド

### 未編入の町
| - バークレイ - シーダースプリングス - セゴ - デュランゴ - ハイバンク | - ムーアビル - オットー - ペリー - リーガン - サティン | - トムリンソンヒル - トラビス - ウェストファリア - ジッパーランドビル |